# 정복자 (소설)
《정복자》(프랑스어: Les Conquérants)는 프랑스의 소설가 앙드레 말로의 첫 소설이다.

## 작품 소개
앙드레 말로의 첫 소설이자 출세작. ≪정복자≫는 출판 직후 독자와 평론가의 호평을 받았다. 이 작품은 영국의 제국주의에 맞서 1925년의 홍콩과 광둥 총파업을 주도하는 주인공 가린의 활약상을 그리고 있지만, 본질적으로는 인간과 운명의 관계를 다루고 있으며 또한 작가의 전기적 소설이기도 하다. 광둥 국민정부의 선전부 대표로, 영국의 제국주의에 맞서 1925년의 홍콩과 광둥 총파업을 주도하는 주인공 가린의 활약상이 곧 작가 말로의 체험담이라고 여겼던 것이다. 하지만 작가가 위와 같이 단언한 것처럼, 소설뿐 아니라 에세이, 예술론을 망라한 그의 전 작품 세계는 “본질적으로 인간과 운명의 관계를 다루고 있다”. ‘접근’, ‘권력’, ‘인간’의 순서로 전개되는 ≪정복자≫의 구성에서도 우리는 작가의 이러한 의도를 읽을 수 있다.
제1부 ‘접근(Les Approches)’은 가린의 초청을 받은 화자가 혁명의 사령탑 격인 광둥으로 향하는 여정을 상세히 언급하고 있다. 하지만 제1부에서 화자는 가린의 과거를 회상하면서 가린이라는 인물에 대한 다각적 ‘접근’을 제시하고 있다. 이 회상의 중심에 있는 것은 가린의 ‘부조리 인식’에 관한 것이다. 가린은 권력의 행사를 일종의 위안, 하나의 해법으로 간주하며 마침내 ‘권력 그 자체’에 집착하기에 이른다.
제2부의 표제는 ‘권력(Puissances)’이다. 가린에게 있어 ‘권력’은 곧 ‘정복’을 의미한다. 따라서 이야기는 “정복과 자기 삶을 동일시”하는 가린의 행적을 따라, 그가 광둥에서 이끌고 있는 투쟁을 그리고 있다.
제3부 ‘인간(L'Homme)’에 이르러, 영국과 반혁명 세력 등 외부의 적과의 전투 및 국민당 내부의 적과의 투쟁이 신속하게 해결되는 순간마다, 가린의 회상과 사색은 더욱 삶과 운명이란 화두에 매달린다. 가린은 “세상의 허망함에 대한 확신이건 강박관념이건 그런 게 없다면 힘을 이끌어낼 수도 없고 ‘진정한 삶’조차 있을 수 없어”라고 말한다. 삶의 “절망적 허망함”이 아닌 “본질적 허망함”에 대한 인식, 부조리에 대한 강렬한 감각이야말로 “진정한 삶”의 뿌리라는 인식이다. 부조리를 정복하는 것이 아니라, 부조리의 긍정과 확신에서 진정한 삶의 의미를 발견한 가린은 이제 더 이상 “내 인생이 무슨 값어치가 있는지 종종 자문”하던 젊은이가 아니라 “삶은 아무런 가치도 없지만, …삶만큼 가치 있는 것도 없다”라고 확신하는 인간으로 변모한 것이다.

## 서지 정보
- 서명숙 역, 2009년, 지식을만드는지식 ISBN 978-89-6228-366-2